# Lipník nad Bečvou
Lipník nad Bečvou é uma cidade checa localizada na região de Olomouc, distrito de Přerov.